# Мануел Нойер
Мануел Нойер (на немски: Manuel Neuer) е немски футболист, вратар, роден на 27 март 1986 г. в Гелзенкирхен, Германия. Играе за отбора на Байерн Мюнхен и е считан за един от най-добрите вратари за всички времена.

## Кариера
Мануел Нойер произлиза от футболната школа на Шалке 04, където играе до сезон 2010/2011.
От 1 юни 2011 година е обявено, че от новия сезон Нойер ще бъде състезател на германския гранд от Бавария – Байерн Мюнхен. Месец по-късно подписва 5-годишен договор с трансферна сума от 22 милиона евро, което го прави един от най-скъпите вратари в историята.
В периода август-октомври 2011 Нойер не допуска гол за повече от 12 мача през есента, а серията си завършва при 1147 минути без допуснат гол (19 часа и 7 минути) – с 36 минути повече от предишния рекорд, поставен от Оливер Кан.
Избран е за футболист на годината 2011 на Германия от списание „Кикер“.
В сегашно време Мануел е един от лидерите както в Байерн, така и в немския национален отбор.

## Успехи

### Шалке 04
- Купа на Германия: 2010/11
- Купа на лигата: 2005

### Байерн Мюнхен
- Суперкупа на Германия: 2012, 2016, 2018
- Купа на Германия: 2012/13, 2013/14, 2015/16, 2018/19, 2019/20
- Бундеслига: 2012/13, 2013/14, 2014/15, 2015/2016, 2016/17, 2017/18, 2018/19, 2019/20, 2020/21,2021/22,2022/23,2024/25
- Суперкупа на Европа: 2013, 2020
- Световно клубно първенство: 2014, 2020
- Шампионска лига: 2012/13, 2019/20

### Германия
- Европейско първенство по футбол за младежи до 21 г.: 2009
- Световно първенство по футбол: 2014

### Индивидуални
- Най-добър вратар в Бундеслигата: 2007
- Най-добър вратар на Евро 2009 за младежи до 21 години
- Играч на годината в Германия: 2011, 2014
- Идеален отбор на Европейското първенство по футбол: 2012
- 3латна ръкавица: 2014
- ФИФА ФИФПро най-добри ХI в света: 2017
- Най-добър ФИФА вратар: 2020
- Бундеслига отбор на сезона:  2012–13, 2013–14, 2014–15, 2015–16, 2016–17, 2020–21, 2021–22
- Най добър Европейски вратар: 2011, 2013, 2014, 2015, 2020